# نوجه‌ده سفلی (کلیبر)
نوجه‌ده سفلی یکی از روستاهای استان آذربایجان شرقی است که در دهستان میشه‌پاره بخش مرکزی شهرستان کلیبر واقع شده‌است.این روستا دارای دوراه ارتباطی به کلیبر میباشد. یکی از راه قلعه بابک است که نسبتا دور ولی بسیار با صفا است وراه دسترسی دوم آن از طریق جاده جانانلو میباشد که خیلی نزدیک است.در این روستا مردم بیشتر به کار کشاورزی مشغول میباشند. این روستا بخاطر حفظ بافت قدیمی خود مورد توجه فیلم سازان کشور قرار گرفته بطوری که در چند سال اخیر یک سریال به نام (آنام) که از شبکه سه ملی پخش شد ویک تله فیلم به نام(عقاب دندان طلایی) در این روستا ساخته شده است.